# Belgisk granit

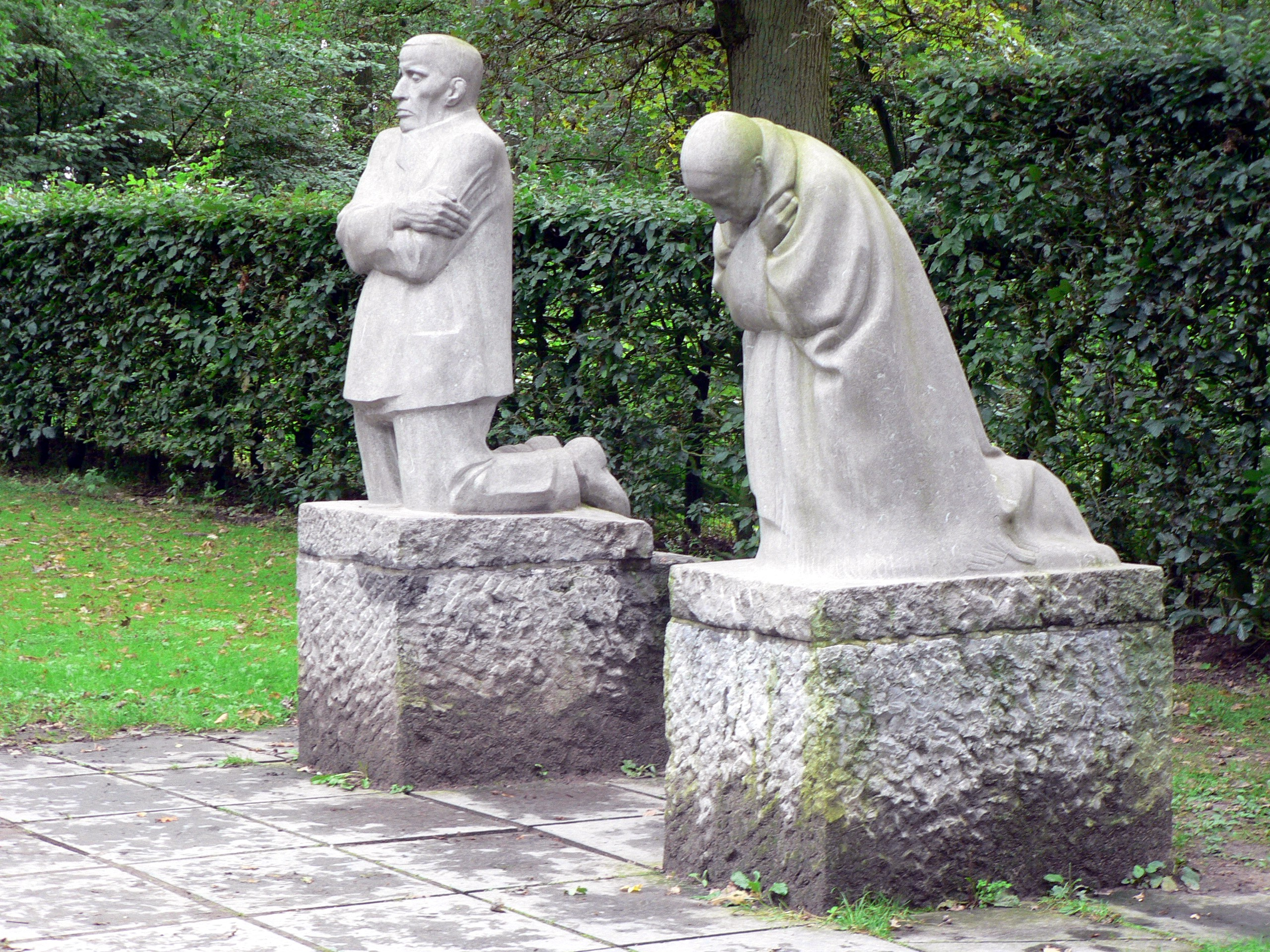
Trauerndes Elternpaar ("Sörjande föräldrar"), skulpturgrupp av Käthe Kollwitz i Flandern, huggen 1932 i belgisk granit.

Belgisk granit, eller petit granit, är handelsnamnet på en kalksten från undre delen av bergkalken, innehållande rikligt med stjälk- och armled från sjöliljor. Belgisk granit bryts i provinserna Hennegau och Liége och används till väggklädnad, bordsplattor med mera.
En snarlik sten är belgisk marmor (noir belge, bleu belge) en tät svart kalksten från devon och karbon, populär för skulpturändamål.
Belgisk granit bryts i vid provinsen Hennegau i Belgien, vid Soignies och vid Tournai i Ourthedalen.
Kalkstenen uppstod under tidig Mississippium, och bildades när stora mängder organiskt materiel lagrades. Lagunvattnet åstadkom inte långtgående